# Gießener Modell der Lehramtsausbildung
Das Gießener Modell der Lehramtsausbildung beschreibt ein  Konzept in der Lehrerausbildung, das  Wert auf „ganzheitliche“ und „professionsorientierte“ Ausbildung der Lehramtsstudierenden legt.
An der Justus-Liebig-Universität Gießen werden Lehramtsstudierende der Chemie bereits seit 2005 nach diesem Modell ausgebildet. Neben der gemeinsamen Ausbildung durch mehrere chemische Institute ist besonders das verpflichtende Mitarbeiten im „Lehr-Lern-Labor“ neu, hier lernen die Studierenden das Anleiten von Schülern beim chemischen Experimentieren.
Für dieses Modell der Lehramtsausbildung wurden Siegfried Schindler und Richard Göttlich 2008 mit dem „Hessischen Hochschulpreis für Exzellenz in der Lehre“ ausgezeichnet.

## Problem der Lehramtsausbildung
Die Fachausbildung in Chemie wurde bislang (bundesweit) in den einzelnen chemischen Instituten weitgehend unabhängig voneinander durchgeführt. Dies hat zu Koordinationsproblemen zwischen den einzelnen Lehrveranstaltungen geführt. Zusätzlich war nur selten ein Praxisbezug erkennbar. Mögliche gemeinsame Inhalte wurden entweder gar nicht gelehrt oder mehrfach (mit meist fehlendem Verweis auf die anderen Fachgebiete). Ein besonders für Studierende des Lehramtes sinnvoller Alltags- und Praxisbezug fehlte in der reinen Fachausbildung zumeist weitgehend.
Zusätzlich wird bislang in den Fachveranstaltungen zur Chemie zu wenig auf neue Methoden der Chemie-Vermittlung eingegangen, wie sie durch Chemie-Software und Internet mittlerweile zahlreich zur Verfügung stehen. Die späteren Lehrer sind hier weitgehend auf sich allein gestellt.

## Gießener Modell

### Institutsübergreifende Ausbildung
Um die Chemie als Ganzes darstellen und lehren zu können, wird im Gießener Modell weitgehend auf Veranstaltungen einzelner Institute verzichtet. Stattdessen wird Chemie institutsübergreifend gelehrt. Die jeweils Lehrenden sprechen dabei ihre Inhalte nicht nur untereinander ab, sondern ein Prüfungsausschuss koordiniert diese Inhalte. Hierdurch wird eine bislang nicht da gewesene Konsistenz in der Lehre erreicht und die Studierenden erkennen frühzeitig, dass zwischen den chemischen Teildisziplinen auch thematisch keine Grenzen, sondern zahlreiche Überschneidungen existieren.

### Chemisches Experimentieren
Als Lehrer müssen Studierende später eigenständig Schüler beim chemischen Experimentieren anleiten. Dies erfordert neben ausreichender Fachkenntnis auch Übung. Die Lehrveranstaltungen im Rahmen des Gießener Modells beinhalten daher auch ein (betreutes) Anleiten von Schülern beim Experimentieren im Schülerlabor. Hier können die Studierenden erstmals erlernen, wie Schüler angeleitet werden und wo beim Experimentieren von Schülern Probleme auftreten.

### Videofeedback
Die Vortrags- und Experimentierübungen der Studierenden werden gefilmt und das Material hinterher dem Vortragenden zur Verfügung gestellt. Dies ermöglicht dem Studierenden, zusätzlich zu der Diskussion nach dem Vortrag, seinen Vortragsstil selber beurteilen zu können und ggf. Verbesserungen daran vorzunehmen. Hierdurch kann der Studierende seinen eigenen Vortragsstil (und darüber auch seinen späteren Unterrichtsstil) gezielt verbessern.

### Alltagschemie
Die Studierenden bekommen einen Bezug zur Alltagschemie vermittelt, sie werden auch angeleitet, diesen Alltag selber zu erarbeiten. Dies geschieht durch Veranstaltungen, in denen die Studierenden eigenständig schultaugliche Experimente zu vorgegebenen Themen ausarbeiten und ihren Kommilitonen vorführen. Hierfür stehen ihnen an Chemikalien lediglich Alltagsprodukte zur Verfügung. Dies führt nicht nur dazu, dass die Studierenden sich mit den Inhaltsstoffen von Alltagsprodukten auseinandersetzen, sondern sie lernen auch Methoden der Informationsbeschaffung hierzu kennen. 

### Neue Medien
Neue Medien dienen in der Chemie mittlerweile nicht mehr nur der reinen Informationsbeschaffung, sondern es gibt zahlreiche – teils interaktive – Chemie-Programme, die sich für den späteren Einsatz im Unterricht eignen. In den Veranstaltungen des Gießener Modells wird den Studierenden solche Lernsoftware vorgestellt und ihnen an entsprechenden PC-Arbeitsplätzen die Möglichkeit gegeben, eine Auswahl dieser Software selbst zu testen. Besonders hervorzuheben sind hier Programme zu virtuellen Chemie-Laboren, von denen eines bereits Einzug in das Chemische Praktikum des Gießener Lehramtsstudiums gefunden hat.

### Weitere Betreuung
Die klassische Lehramtsausbildung endet mit dem Abschluss (Staatsexamen). Das Gießener Modell sieht jedoch eine weitere Betreuung der ehemaligen Studierenden auch im Referendariat und darüber hinaus vor. Hierfür werden zielgerichtete Fortbildungen angeboten, Geräte verliehen, Schülerlabore abgehalten etc. Ziel ist dabei, den ausgebildeten Lehrkräften ein Lebenslanges Lernen zu ermöglichen.